# Johan Baveca
Johan Baveca (fl. XII-XIII secolo) è stato un xograr (menestrello, giullare) galiziano, attivo nelle corti di Ferdinando III e Alfonso X.
Seguì Ferdinando III nelle sue campagne militari in Andalusia, stabilendosi poi alla corte di Alfonso X. È autore di trenta componimenti poetici: sette cantigas de amor, tredici cantigas de amigo, otto cantigas de escarnio, un partimén con Pedro Amigo de Sevilha e una tenzone con Pero Garcia de Ambroa.